# Pella (hrabstwo Shawano)
Pella – jednostka osadnicza w Stanach Zjednoczonych, w stanie Wisconsin, w hrabstwie Shawano.